# Nogometni klub Končar
Il Nogometni klub Končar, meglio noto come Končar, è stata una società calcistica di Zagabria.
Fondata nel 1950, ha cessato l'attività nel 1997 per problemi allo stadio.
Ha disputato tre stagioni nella professionistica 2. Savezna liga e ha raggiunto i quarti di finale della Coppa di Jugoslavia nel 1959-60, quando gareggiava come NK Elektrostroj.

## Storia
Il club viene fondato, col nome Rade Končar, nel 1950 come sezione calcistica della società di ginnastica nata nel 1947. Il primo presidente è stato M. Sirotić. Cambiò più volte il nome: Rade Končar (1950–54), Elektrostroj (1954–69), Končar (1969–94) e Svjetlovod (1994–97); in quest'ultimo anno cessa l'attività per problemi legati al campo di gioco. Dopo la chiusura, un nuovo club, il Pongračevo è attivo per un breve periodo col solo settore giovanile.

Migliori risultati: 4º posto in II. lega-ovest 1959, 1º posto nel campionato di Zagabria 1956 e quarti di finale della coppa nazionale nel 1960, campione croato Juniores dilettanti nel 1967 e 1969; campione della 1ª classe della sottofederazione di Zagabria (1953), campione della 1ª lega di Zagabria (1979), vincitore della coppa della sottofederazione di Zagabria (1980).

I giocatori di maggior successo sono Z. Škorić (Dinamo Zagabria, Bayern Monaco, Stoccarda, Olimpia Lubiana, NK Zagreb e nazionale jugoslava), I. Gričar (rappresentativa croata dilettanti), S. Brnas (Dinamo, Inker, Segesta, Sturm Graz; nazionale giovanile), B. e Z. Ranogajec, I. Sak, B. Jagušt, O. e B. Horvatić, V. e M. Hercigonja, B. Zrilić.

## Palmarès
- 1952–53: 1. razred Zagrebačkog podsaveza (quarta divisione jugoslava)
- 1955–56: Zagrebačka liga (terza divisione jugoslava)
- 1978–79: 1. Zagrebačka liga (quarta divisione jugoslava)
- 1980: Kup Zagrebačkog nogometnog saveza (coppa della federazione di Zagabria)
- 1967, 1969: Amatersko juniorsko prvenstvo Hrvatske (campione Juniores dilettanti della Croazia)